# Feliks Książkiewicz
Feliks Andrzej Książkiewicz, ps. „Smrek” (ur. 10 listopada 1889 w Nowym Wiśniczu, zm. 1 października 1915 w Kołodie) – plutonowy Legionów Polskich, działacz niepodległościowy, kawaler Orderu Virtuti Militari.

## Życiorys
Urodził się 10 listopada 1889 w Nowym Wiśniczu, w rodzinie Antoniego i Anny z Domerów. Ukończył szkołę powszechną i średnią w Bochni, następnie Seminarium Nauczycielskie w Krakowie. Po złożeniu matury zawodowej pracował jako nauczyciel w szkołach powszechnych w Jaworznie i Chrzanowie. Członek Sokoła i Związku Strzeleckiego. 
W sierpniu 1914 zgłosił się do tworzonych przez Józefa Piłsudskiego Legionów Polskich. Został przydzielony początkowo do 2 pułku piechoty, a następnie służył w 3 pułku oraz w 9. kompanii 6 pułku piechoty. Za akcję pod Kołodią, w której na czele swojego pododdziału w nocnym natarciu zdobył okopy rosyjskie, 17 maja 1922 został odznaczony pośmiertnie orderem wojskowym „Virtuti Militari" V klasy. Poległ w czasie natarcia, został pochowany na miejscowym cmentarzu. Rodziny nie założył. 

## Ordery i odznaczenia
- Krzyż Srebrny Orderu Wojskowego Virtuti Militari nr 6400 – pośmiertnie, 17 maja 1922[8][2][7]
- Krzyż Niepodległości – pośmiertnie, 22 grudnia 1931 „za pracę w dziele odzyskania niepodległości”[9]
- Srebrny Medal Waleczności 1 klasy[10][11]